# Procurador
Procurador, em sentido genérico, é qualquer pessoa que representa outro em algum negócio, mediante autorização escrita do representado.
Tratando-se de função pública, o termo "Procurador" tem acepções bastante diversas no Direito Brasileiro, sendo necessário esclarecer se a referência é aos integrantes das carreiras da Advocacia Pública - AGU (em especial os membros da carreira de Procurador Federal), Procuradorias Estaduais e Procuradorias dos Municípios - que representam os interesses de um ente público ou ao integrante do Ministério Público, que defende interesses da sociedade. O uso do termo procurador para designar integrante do ministério público apenas subsiste por razões históricas já que antes da promulgação da Constituição de 88 cabia àquela entidade as atribuições que hoje são executadas pelos advogados da União, na União, pelos Procuradores dos Estados e do Distrito Federal nos Estados membros e pelos Procuradores dos Municípios nas cidades brasileiras.

## Etimologia
A origem vem do latim procurator, oriunda de procurare, (tratar de negócio alheio, administrar negócio de outrem, procurar).

## Utilização do termo

### Direito civil
No direito civil, o principal termo é muito usado para designar o mandatário no contrato de mandato. Os termos e os poderes conferidos ao procurador são estabelecidos na procuração.

### Direito processual
A parte em um processo judicial, via de regra, precisa ser representada por um advogado para se manifestar em juízo. A parte precisa conferir uma procuração ao advogado, que passa a ser seu procurador perante o juízo.
O Título II do Código de Processo Civil, chama-se "Das Parte e dos Procuradores" e estabelece os direitos e deveres das partes e dos advogados que as representam no decorrer de um processo judicial.

### Administração pública
Junto ao poder público, procurador é um advogado, geralmente concursado, que representa, conforme determinado em lei, uma pessoa jurídica de direito público, seja no processo judicial, seja em questões extrajudiciais. A lei é que confere o mandato ao procurador e determina quais os seus poderes.
Podem ser procuradores de municípios, de estados, ou federais. Podem também representar especificamente uma autarquia ou fundação pública.
É comum os procuradores em determinada esfera de governo ou órgão público estarem organizados em carreiras. No ápice da carreira há um procurador-geral, comumente ocupando um cargo de confiança. No estado de São Paulo, por exemplo, há o Procurador-Geral do Estado, que chefia a Procuradoria-Geral do Estado, a qual estão vinculados os procuradores.
No caso do poder executivo federal brasileiro, os procuradores estão técnica e juridicamente subordinados ao Advogado-Geral da União, indicado pelo presidente da República. Representando autarquias e fundações, estão os procuradores federais e os procuradores do Banco Central, que pertencem a carreiras vinculadas à Advocacia Geral da União. Fazendo parte diretamente desta, há os advogados da União e os procuradores da fazenda nacional, estes vinculados à Procuradoria-Geral da Fazenda Nacional.

### Ministério Público
O termo procurador também é utilizado nas carreiras do Ministério Público. Nesse caso, que não é uma carreira de advocacia, tem-se funções bem diferentes das desempenhadas pelos procuradores que atuam representando a administração pública, pois o cargo do membro do Ministério Público tem atribuições muito específicas.
Suas atribuições são definidas na Constituição ou em Lei, destacando-se a defesa dos interesses da sociedade e dos incapazes. Assim, na justiça cível, cabe ao Ministério Público intervir sempre que houver interesse de incapaz (menores de idade, deficientes mentais, etc.), ou quando houver interesse público em discussão, bem como ajuizar ações para a defesa dos direitos difusos e coletivos. Já na seara criminal, atua como autor da ação penal pública, para a apuração das infrações penais.

#### Ministério Público Estadual
No Brasil, no âmbito estadual, a carreira do Ministério Público compõe-se de:
- Promotores de Justiça: que atuam em primeira instância, juntos aos juízes singulares, em suas respectivas varas;
- Procuradores de Justiça: que atuam em segunda instância, juntos aos Tribunais de Justiça de cada estado;
- Procurador-Geral de Justiça: chefe do ministério público estadual, indicado em lista tríplice pelos pares no Ministério Público ao governador do estado, e este escolhe um dentre os três indicados e submete sua decisão ao Poder Legislativo para aprovação, sendo aprovado, é nomeado pelo Governador.

O procurador-geral de justiça, chefe do ministério público estadual, não se confunde com o procurador-geral do estado, que atua no âmbito do poder executivo. O primeiro atua nas causas do Tribunal de Justiça, diretamente, ou delega a um Procurador de Justiça.

#### Ministério Público no âmbito federal
No Brasil, no âmbito federal, existe o Ministério Público da União, que é composto pelos Ministério Público Federal, Ministério Público do Trabalho, Ministério Público Militar e Ministério Público do Distrito Federal e dos Territórios.
No Ministério Público Federal, todos os integrantes são chamados de procuradores:
- Procurador da República: os que atuam em primeira instância;
- Procurador-Regional da República: os que atuam em segunda instância;
- Subprocuradores-Gerais da República: os que atuam nos Tribunais Superiores;
- Procurador-Geral da República: chefe do Ministério Público da União.

No Ministério Público do Trabalho também todos são chamados de procuradores. No Ministério Público Militar e no Ministério Público do Distrito Federal e dos Territórios, são chamados de promotores os que atuam em primeira instância, enquanto os demais recebem a denominação de procuradores.

#### Ministério Público junto aos Tribunais de Contas
Na esfera da União e dos Estados o Ministério Público também oficia para a consecução do Controle Externo realizado pelos Tribunais de Contas.
Os integrantes do Ministério Público de Contas são denominados Procuradores de Contas.